# Concierto para violonchelo (Lutosławski)
El Concierto para violonchelo y orquesta es un concierto para violonchelo del compositor polaco Witold Lutosławski . La obra fue encargada por la Royal Philharmonic Society con el apoyo de la Fundación Calouste Gulbenkian. Su estreno mundial se realizó en el Royal Festival Hall el 14 de octubre de 1970 por el violonchelista Mstislav Rostropovich (a quien está dedicada la pieza) acompañado de la Orquesta Sinfónica de Bournemouth bajo la dirección de Edward Downes.

## Composición

### Estructura
El concierto tiene una duración aproximada de 24 minutos y está compuesto en cuatro movimientos interpretados sin pausa:
1. Introduction
2. Cuatro episodios
3. Cantilena
4. Final

### Instrumentación
La obra está escrita para violonchelo solo y una gran orquesta compuesta por tres flautas (todas duplicadas con flautín), tres oboes, tres clarinetes (tercero duplicado por clarinete bajo), tres fagotes (tercero duplicado por contrafagot), cuatro trompas, tres trompetas, tres trombones, tuba, timbales, percusión, piano, celesta, arpa y cuerdas.

## Recepción de la obra
El concierto para violonchelo es una de las obras más célebres de Lutosławski. El crítico musical Andrew Clements de The Guardian lo llamó "uno de los mayores logros del compositor polaco". El escritor Michael McManus escribió de manera similar: "Siempre he tenido un afecto especial por el Concierto para violonchelo de Witold Lutosławski. Como tantas de sus obras, es de composición tensa, relativamente corta y llena de contrastes. Curiosamente, también me parece que se encuentra hasta cierto punto fuera de la corriente principal de sus fases compositivas claras, que emanan de su período más vanguardista pero que de alguna manera no pertenecen por completo a este."